# Bậc phân loại

Biểu đồ thể hiện các bậc phân loại chính: vực, giới, ngành, lớp, bộ, họ, chi, và loài. Ở đây nó minh họa cách bậc phân loại được dùng để phân loại động vật các động vật và các dạng sống khác có liên quan với loài cáo đỏ, Vulpes vulpes.

Bậc phân loại từ lên tới xuống trong hình ảnh này là xắp xép từ cụ thế tới chung hơn.

Trong phân loại sinh học, bậc là thứ tự tương đối của một sinh vật, hay một nhóm sinh vật trong hệ thống cấp bậc phân loại. Các ví dụ về bậc phân loại chính là loài, chi, họ, bộ, lớp, ngành, giới, vực (species, genus, family, order, class, phylum/divison, kingdom, domain). Một bậc bất kỳ thì bao gồm trong nó các hạng mục ít chung chung hơn, tức là các mục mô tả cụ thể hơn về các dạng sống. Bên trên nó, mỗi bậc lại được xếp trong các hạng mục sinh vật chung chung hơn, và các nhóm sinh vật có liên quan với nhau thông qua các tính trạng hoặc đặc điểm di truyền từ các tổ tiên chung. Bậc phân loại loài và mô tả chi của loài đó là các đơn vị cơ bản; tức là để xác định một sinh vật cụ thể nào đó thì thường người ta chỉ cần nêu ra hai bậc phân loại đó là đủ mô tả động vật đó, ví dụ là con mèo là Felis catus. Chi là Felis và loại là Felis catus.
Hãy xem xét các loài cáo; và một loài (species) trong số chúng, cáo đỏ Vulpes vulpes: bậc phân loại tiếp theo của loài này là chi (genus) Vulpes, bao gồm tất cả các loài "cáo thật". Các họ hàng gần chúng nhất nằm trong bậc phân loại cao hơn một bậc, là họ (family) Canidae, bao gồm chó, chó sói, chó rừng, tất cả các loài cáo, và các loài dạng chó khác; bậc cao hơn tiếp theo là bộ (order) Carnivora, bao gồm các loài giống chó và giống mèo (sư tử, hổ, gấu; và linh cẩu, chồn, và các loài đã nêu trên), và các động vật ăn thịt khác nữa. Là một nhóm thuộc lớp (class) Mammalia (Thú), tất cả các động vật trên được phân loại vào ngành (phylum) Chordata, và tất cả chúng thuộc vào giới (kingdom) Động vật. Và tất cả chúng sẽ tìm được họ hàng gần nhất của chúng ở đâu đó trong số các Eukarya (sinh vật nhân chuẩn) trong bậc phân loại Vực (domain).
Tổ chức Mã quốc tế về Danh pháp động vật định nghĩa bậc phân loại là:
Bậc phân loại là vị trí của một đơn vị phân loại trong hệ thống cấp bậc phân loại, vì mục đích lập danh pháp (ví dụ, vì mục đích danh pháp, tất cả các họ đều nằm ở cùng một bậc phân loại, nằm giữa liên họ và phân họ).

## Các bậc phân loại chính
Trong các xuất bản mang tính bước ngoặt của mình, như là Systema Naturae (Các hệ thống tự nhiên), Carolus Linnaeus đã chỉ dùng các bậc phân loại: giới, lớp, bộ, chi, loài và một bậc dưới loài. Ngày nay, việc đặt tên được quy định bởi các mã danh pháp (nomenclature codes). Có bảy bậc phân loại chính: giới, ngành, lớp, bộ, họ, chi, loài. Ngoài ra, vực (do Carl Woese đề xuất) cũng được sử dụng rộng rãi như là một bậc phân loại cơ bản, mặc dù nó không được đề cập đến trong mã danh pháp nào và là từ đồng nghĩa với từ dominion (lat. dominium), giới thiệu bởi Moore vào năm 1974.
| Các bậc phân loại chính                                 |                                                         |                                                   |
| Tiếng Latin                                             | tiếng Anh                                               | tiếng Việt                                        |
| regio                                                   | domain                                                  | vực                                               |
| regnum                                                  | kingdom                                                 | giới                                              |
| phylum(trong Động vật học) /divisio(trong Thực vật học) | phylum(trong Động vật học)/division(trong Thực vật học) | ngành                                             |
| classis                                                 | class                                                   | lớp                                               |
| ordo                                                    | order                                                   | bộ                                                |
| familia                                                 | family                                                  | họ                                                |
| genus (số ít) genera (số nhiều)                         | genus (số ít) genera (số nhiều)                         | chi(trong Thực vật học)/giống(trong Động vật học) |
| species                                                 | species                                                 | loài                                              |

Các bậc phân loại cơ bản là loài và chi. Khi một sinh vật được đặt tên loài, nó được ấn định vào một chi nào đó, và tên chi trở thành một phần của tên loài.
Tên của loài còn được gọi là tên, hay danh pháp hai phần. Ví dụ, tên khoa học của cây lúa nước thường được trồng ở Việt Nam là Oryza sativa, và Oryza là tên chi mà loài này thuộc về. Tên loài thường được viết ở dạng chữ nghiêng, hoặc gạch chân nếu không thể viết nghiêng được. Trong trường hợp ví dụ trên, Oryza là tên chung của chi và được viết hoa; còn sativa là tên chỉ loài, viết thường.

## Các bậc phân loại phụ
Ngoài các bậc phân loại chính kể trên còn có nhiều bậc phân loại phụ cho mỗi bậc chính. Các bậc này không bắt buộc và không cố định, tùy vào mỗi hệ thống hoặc phương pháp phân loại mà tồn tại.
| Các bậc phân loại chính và phụ                   |                                            |
| tiếng Anh                                        | tiếng Việt                                 |
| superdomain                                      | liên vực                                   |
| domain                                           | vực                                        |
| kingdom                                          | giới                                       |
| subkingdom                                       | phân giới                                  |
| infrakingdom                                     | thứ giới                                   |
| parvkingdom                                      | tiểu giới                                  |
| superphylum (động vật)/super.division (thực vật) | liên ngành                                 |
| phylum (động vật)/division (thực vật)            | ngành                                      |
| subphylum (động vật)/subdivision (thực vật)      | phân ngành                                 |
| infraphylum (động vật)/infradivision (thực vật)  | thứ ngành                                  |
| parvphylum                                       | tiểu ngành                                 |
| superclass                                       | liên lớp                                   |
| class                                            | lớp                                        |
| subclass                                         | phân lớp                                   |
| infraclass                                       | thứ lớp                                    |
| parvclass                                        | tiểu lớp                                   |
| legion                                           | đoàn                                       |
| cohort                                           | đội                                        |
| megaorder (động vật)                             | tổng bộ (động vật)                         |
| grandorder (động vật)                            | đại bộ (động vật)                          |
| hyperorder (động vật )                           | siêu bộ (động vật)                         |
| superorder (động vật)                            | liên bộ (động vật)                         |
| order                                            | bộ                                         |
| suborder                                         | phân bộ                                    |
| infraorder                                       | thứ bộ                                     |
| parvorder                                        | tiểu bộ                                    |
| megafamily (động vật)                            | tổng họ (động vật)                         |
| grandfamily (động vật)                           | đại họ (động vật)                          |
| hyperfamily (động vật)                           | siêu họ (động vật)                         |
| superfamily                                      | liên họ                                    |
| family                                           | họ                                         |
| subfamily                                        | phân họ                                    |
| supertribe                                       | liên tông                                  |
| tribe                                            | tông                                       |
| subtribe                                         | phân tông                                  |
| genus                                            | chi (thực vật)/giống (động vật)            |
| subgenus                                         | phân chi (thực vật) /phân giống (động vật) |
| section (thực vật)                               | mục (thực vật)                             |
| subsection (thực vật)                            | phân mục (thực vật)                        |
| series (thực vật)                                | loạt (thực vật)                            |
| superspecies                                     | liên loài                                  |
| species                                          | loài                                       |
| subspecies                                       | phân loài                                  |
| variety (thực vật)/morph (động vật)              | thứ (thực vật)/hình (động vật)             |
| form (thực vật)                                  | dạng (thực vật)                            |

## Hình ảnh

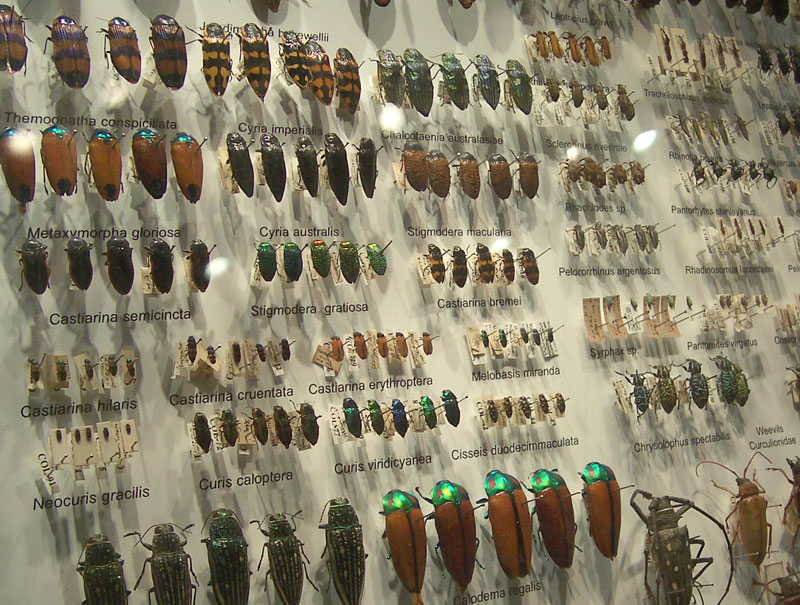

### Nghiên cứu thêm
- Benton, Michael J. 2005. Vertebrate Palaeontology, 3rd ed. Oxford: Blackwell Publishing. ISBN 0-632-05637-1. ISBN 978-0-632-05637-8
- Brummitt, R.K., and C.E. Powell. 1992. Authors of Plant Names. Royal Botanic Gardens, Kew. ISBN 0-947643-44-3
- Carroll, Robert L. 1988. Vertebrate Paleontology and Evolution. New York: W.H. Freeman & Co. ISBN 0-7167-1822-7
- Gaffney, Eugene S., and Peter A. Meylan. 1988. "A phylogeny of turtles". In M.J. Benton (ed.), The Phylogeny and Classification of the Tetrapods, Volume 1: Amphibians, Reptiles, Birds, 157–219. Oxford: Clarendon Press.
- International Association for Plant Taxonomy. 2000. International Code of Botanical Nomenclature (Saint Louis Code), Electronic version. Truy cập 2007-07-21.
- International Association for Plant Taxonomy. 2006. International Code of Botanical Nomenclature (Vienna Code), Electronic version. Truy cập 2010-08-19.I
- Haris Abba Kabara. Karmos hand book for botanical names.
- Lambert, David. 1990. Dinosaur Data Book. Oxford: Facts On File & British Museum (Natural History). ISBN 0-8160-2431-6
- McKenna, Malcolm C., and Susan K. Bell (editors). 1997. Classification of Mammals Above the Species Level. New York: Columbia University Press. ISBN 0-231-11013-8
- Milner, Andrew. 1988. "The relationships and origin of living amphibians". In M.J. Benton (ed.), The Phylogeny and Classification of the Tetrapods, Volume 1: Amphibians, Reptiles, Birds, 59–102. Oxford: Clarendon Press.
- Novacek, Michael J. 1986. "The skull of leptictid insectivorans and the higher-level classification of eutherian mammals". Bulletin of the American Museum of Natural History 183: 1–112.
- Sereno, Paul C. 1986. "Phylogeny of the bird-hipped dinosaurs (Order Ornithischia)". National Geographic Research 2: 234–56.
- Willis, K.J., and J.C. McElwain. 2002. The Evolution of Plants. Oxford University Press. ISBN 0-19-850065-3